# Rolf Unger
Rolf Unger (* 21. Dezember 1919 in Schkeuditz; † nach 1984) war ein deutscher Politiker der DDR-Blockpartei LDPD. Er war Vorsitzender des LDPD-Bezirksvorstandes Karl-Marx-Stadt und Abgeordneter der Volkskammer der DDR.

## Leben
Der Sohn eines Drogisten absolvierte nach dem Besuch der Volks- und Handelsschule von 1934 bis 1937 eine kaufmännische Lehre und arbeitete bis 1939 als Angestellter. Zu Beginn des Zweiten Weltkrieges wurde er zum Kriegsdienst in die Wehrmacht eingezogen und geriet später in Kriegsgefangenschaft. Nach seiner Entlassung arbeitete er von 1945 bis 1950 als Geschäftsführer im väterlichen Betrieb. Von 1950 bis 1955 war er Verwaltungsdirektor des Krankenhauses Kirchberg. 
Unger trat 1946 der Liberal-Demokratischen Partei Deutschlands (LDP, später LDPD) und 1950 dem FDGB bei. Von 1948 bis 1955 war er Vorsitzender der LDPD-Ortsgruppe Kirchberg (Sachsen) und von 1952 bis 1955 auch Vorsitzender des LDPD-Kreisverbandes Zwickau-Land. Unger war von 1954 bis 1958 und von 1963 bis 1967 Abgeordneter des Bezirkstages Karl-Marx-Stadt. Er wurde 1956 hauptamtlicher Funktionär der LDPD und war bis 1958 als Sekretär des LDPD-Bezirksverbandes Karl-Marx-Stadt tätig. Anschließend fungierte er 1958/59 als Abteilungsleiter beim Sekretariat des Zentralvorstandes der LDPD. Von 1959 bis 1985 war er Vorsitzender des LDPD-Bezirksvorstandes Karl-Marx-Stadt. Gleichzeitig war er von 1959 bis 1990 Mitglied des Zentralvorstandes (ZV) der LDPD und von 1962 bis 1974 stellvertretender Vorsitzender des DSF-Bezirksvorstandes Karl-Marx-Stadt, dann Mitglied des Bezirksvorstandes und ab 1959 Mitglied des Bezirksausschusses Karl-Marx-Stadt der Nationalen Front. Von Februar 1963 (9. Parteitag) bis April 1987 (14. Parteitag) gehörte Unger als Mitglied dem Politischen Ausschuss des ZV der LDPD an.
Von 1954 bis 1958 sowie 1963 bis 1967 war er Nachfolgekandidat und von Juli 1967 bis Juni 1986 Mitglied der Volkskammer. Hier war er von 1971 bis 1976 Stellvertreter, von 1976 bis 1984 1. Stellvertreter des Vorsitzenden des Mandatsprüfungsausschusses und ab 30. November 1984 Mitglied des Ausschusses für Nationale Verteidigung (Nachfolger des verstorbenen Harald Werthmann).

## Auszeichnungen in der DDR
- Verdienstmedaille der DDR (1959)
- Vaterländischer Verdienstorden in Bronze (1961), in Silber (1969) und 1979 in Gold (1979)
- Ehrenspange zum  Vaterländischen Verdienstorden in Gold (1989)
- Orden Banner der Arbeit Stufe I (1975)